# Curtomerus piraiuba
Curtomerus piraiuba är en skalbaggsart som beskrevs av Martins och Maria Helena M. Galileo 2006. Curtomerus piraiuba ingår i släktet Curtomerus och familjen långhorningar. Inga underarter finns listade i Catalogue of Life.